# Postplatyptilia corticus
Postplatyptilia corticus là một loài bướm đêm thuộc họ Pterophoridae. Nó được tìm thấy ở Venezuela.
Sải cánh dài khoảng 20 mm. Con trưởng thành bay vào tháng 2.

## Etymology
The name reflects the bark-like colour of this species.